# Саша Джуричич
Саша Джуричич (хорв. Saša Đuričić; 1 серпня 1979, Сараєво, СФРЮ) — хорватський футболіст, захисник.

## Біографія
Розпочав футбольну кар'єру в нижчоліговому хорватському клубі «Ускок Кліс», з якого влітку 2002 року перейшов в боснійський «Широкі Брієг», у складі якого 2004 року став чемпіоном країни.
В серпні 2005 року перейшов в полтавську «Ворсклу», в якій на перших порах був основним захисником команди, проте з початку 2008 року вилетів з основного складу і протягом цілого року зіграв лише в 5 матчах чемпіонату, через що на початку 2009 року перейшов в «Таврію». В сімферопольському клубі став основним захисником і у сезоні 2009/2010 допоміг виграти кубок України, зігравши у фінальному матчі, в якому отримав вилучення в додатковий час. В листопаді 2011 року покинув «Таврію».
У 2012 році повернувся в рідний «Ускок Кліс».

## Досягнення
- Чемпіон Боснії і Герцеговини: 2004
- Володар Кубка України: 2010